# Nelson Stoll
Nelson Stoll (geboren vor 1965) ist ein Tonmeister.

## Leben
Stoll begann seine Karriere 1970 mit dem dokumentarischen Musikfilm Gimme Shelter über die USA-Tour der Rolling Stones des Jahres 1969. Bis Anfang der 1980er Jahre war Stoll hauptsächlich an Dokumentarfilmen tätig. Dies änderte sich 1984, als er mit Der Wüstenplanet und Electric Dreams an zwei Hollywoodproduktionen arbeitete. Für sein Wirken beim Film war Stoll zweimal für den Oscar in der Kategorie Bester Ton nominiert: 1985 gemeinsam mit Bill Varney, Steve Maslow und Kevin O’Connell für Der Wüstenplanet sowie 1991 gemeinsam mit Michael J. Kohut, Carlos Delarios und Aaron Rochin für Die totale Erinnerung – Total Recall.
Für seine Arbeit für das Fernsehen war er zwischen 1991 und 2012 dreimal für den Primetime Emmy nominiert; 1991 gewann er die Auszeichnung für sein Mitwirken an der Miniserie General Custers letzte Schlacht über die Schlacht am Little Bighorn.

## Filmografie (Auswahl)
- 1984: Der Wüstenplanet (Dune)
- 1984: Electric Dreams
- 1990: Die totale Erinnerung – Total Recall (Total Recall)
- 1992: Basic Instinct
- 1992: Mein Bruder Kain (Raising Cain)
- 1993: Mrs. Doubtfire – Das stachelige Kindermädchen (Mrs. Doubtfire)
- 1996: Cable Guy – Die Nervensäge (The Cable Guy)
- 1998: Patch Adams
- 1999: Der 200 Jahre Mann (Bicentennial Man)
- 2003: Matrix Reloaded (The Matrix Reloaded)
- 2007: Drachenläufer (The Kite Runner)
- 2009: Die Jagd zum magischen Berg (Race to Witch Mountain)
- 2014: Big Eyes

## Auszeichnungen
- 1985: Oscar-Nominierung in der Kategorie Bester Ton für Der Wüstenplanet
- 1991: Oscar-Nominierung in der Kategorie Bester Ton für Die totale Erinnerung – Total Recall